# Джино Северіні
Джино Северіні (італ. Gino Severini; 7 квітня 1883 — 26 лютого 1966) — італо-французький художник першої половини 20 ст., фрескіст, мозаїцист, станковіст. Працював у різних стилях.

## Життєпис
Народився у бідній родині. Батько був дрібним чиновником у суді, а мати швачкою. Навчався в Технічній школі в місті Кортона. В 15 років разом з бездумними приятелями намагалися вкрасти роботи з іспитів, за що були відраховані. У 18 років прибув у Рим. Там познайомився з Джакомо Балла, котрий познайомив юнака з технікою дівізіонізму (більш відомий як пуантилізм).
1906 року Северіні перебрався в Париж, аби вивчати твори французьких імпресіоністів. Але вивчення творів (тоді ще живих) з них мало відбилося на творах Северіні. Його привабили формалістичні пошуки французьких авангардистів, серед котрих були Пабло Пікассо, Поль Сіньяк, Амедео Модільяні та ін. 1909 року він був серед підписантів «Маніфесту футуризму», створеного Філіппо Томмазо Марінетті. Останніх привабили можливості зафіксувати схематичний рух в живопису. Серед тих, хто підписав «Маніфест футуристів», були також Джакомо Балла, Умберто Боччоні, Карло Карра, Луїджі Руссоло.
1913 року він узяв шлюб з донькою поета Поля Фора, Жанною. У подружжя буде троє дітей, але до дорослого віку доживе лише донька Джина 1915 року народження.
Події Першої світової війни мало відбилися на творах Джино Северіні. Частка з них так і залишилась у межах декоративно сприйнятих вражень («Бронепотяг», 1915, «Гармати в дії», 1915). Нічого антивоєнного в них (окрім назв) не знайти, як не знайти там кошмару розрухи, гіркоти розчарувань від непоправних втрат, протесту, як то було в картинах Джона Сінгера Сарджента. Северіні наче застряг в обмеженому колі декоративних спостережень. Він не розгадував і божих міфів, як Джорджо де Кіріко, незважаючи на деякі образи в його картинах, начебто близьких до метафізичного живопису. Северіні так і не піднявся, не доріс духовно до прозрінь Пікассо чи Сарджента, що залишилися йому невідомими.
Незважаючи на життя в Парижі, він не поривав зв'язків з Італією. Особливо це сприяло зближенню італійських і французьких митців, що дотримувались стилітик кубізму та футуризму. Цікавий формальний варіант кубізму виробив і сам Джино Северіні, він був врівновжений, декоративний, позбавлений загроз і депресій.
Северіні був завсідником паризьких кабаре і кафе, тому в його творах так багато танців і веселощів індустрії комерційних розваг. У 1921 р. він ненадовго відійшов від стилістики кубофутуризму і повернувся до форм реалізму, з корих починав у молоді роки («Дівчина з богеми в чорному», «Материнство»). Цей період пізніше почали називати неокласичним («Два пульчинелли з музичними інструментами», 1922).
Нещастя не обходили і Северіні. Він пережив психічну кризу і в період 1924—1934 рр. звернувся до релігійних тем. Були створені мозаїки та фрески для церков Ла Рош та Самсалес у Швейцарії.
Після другої світової війни митець повернувся до стилістики кубофутуризму, хоча напрямок ставав все більше схематичним та тупіковим. Особливо відсутність перспектив кубізму відбилася в одному з його кубічних натюрмортів, де нагромадження геометричних форм втратило повний зв'язок з будь якими реальними формами і давало підстави надати картині будь які назви, бо зміст твору остаточно втратився.
В Римі старий Джино Северіні мешкав на віа Маргутта в студії свого зятя Ніно Франчіна, чоловіком його доньки, скульптором за фахом. По смерті Ніно Франчіни у 1987 р. тут створили приватний архів Франчіни та Северіні, де зберігають документи, фото, особисті речі двох митців.

## Вибрані твори

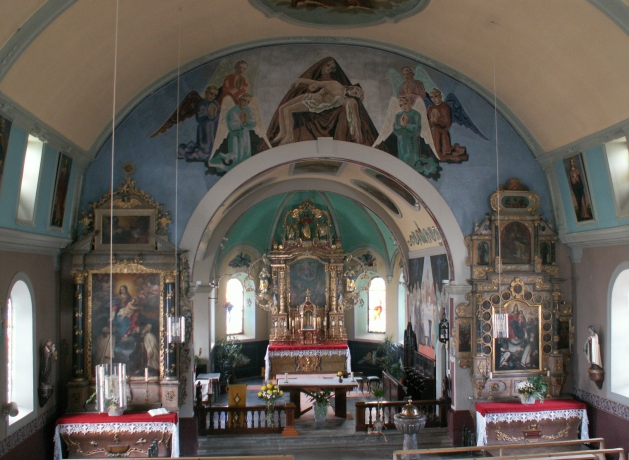
Стінописи в церкві Вознесіння Богородиці, Ла Рош, Швейцарія

- «Дівчина з богеми в чорному», пастель (реалізм)
- «Материнство» (реалізм), 1916
- «Балерина в блакитному», 1912
- «Булонський ліс, Париж», 1907
- «Весна на Монмартрі, Париж», 1909
- «Паризький бульвар», 1911
- "Танок Пан Пан в кафе «Моніко», 1911 (перша версія)
- «Спогади мандрів в Парижі», 1911
- «Аргентинське танго», 1912
- «Натюрморт з газетою Ласерба», 1913
- «Червоний потяг повз село», 1915
- «Бронепотяг», 1915
- «Швачка», 1915
- «Два пульчинелли з музичними інструментами», 1922, (реалізм)
- «Машина для виготовлення шкарпеток»
- «Пляж», 1948, (чотири жіночі фігури і дитина)
- «Два арлекіни», 1954, помірний кубізм
- «Концерт», 1955
- «Три музики», 1955, помірний кубізм
- «Велосипедист», 1956
- «Танцюристи», 1957
- «Комедія дель арте», 1958, помірний кубізм
- «Натюрморт зі скрипкою», 1964
- «Арлекін з акордеоном», 1965